# Erioptera chrysocoma
Erioptera chrysocoma là một loài ruồi trong họ Limoniidae. Chúng phân bố ở miền Tân bắc.